# Naturdenkmal Höveler Knapp

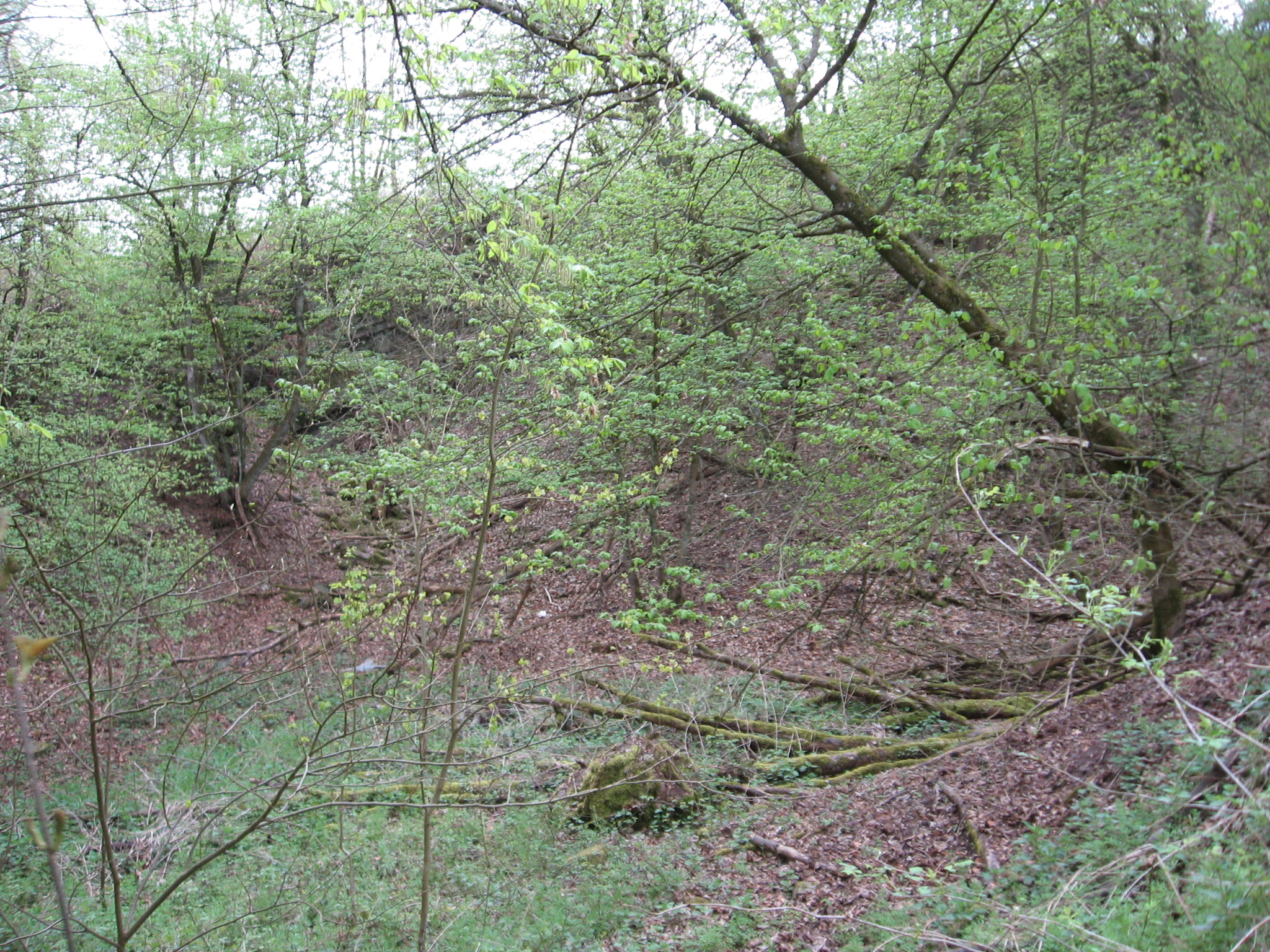
Teilansicht des Naturdenkmals 2014

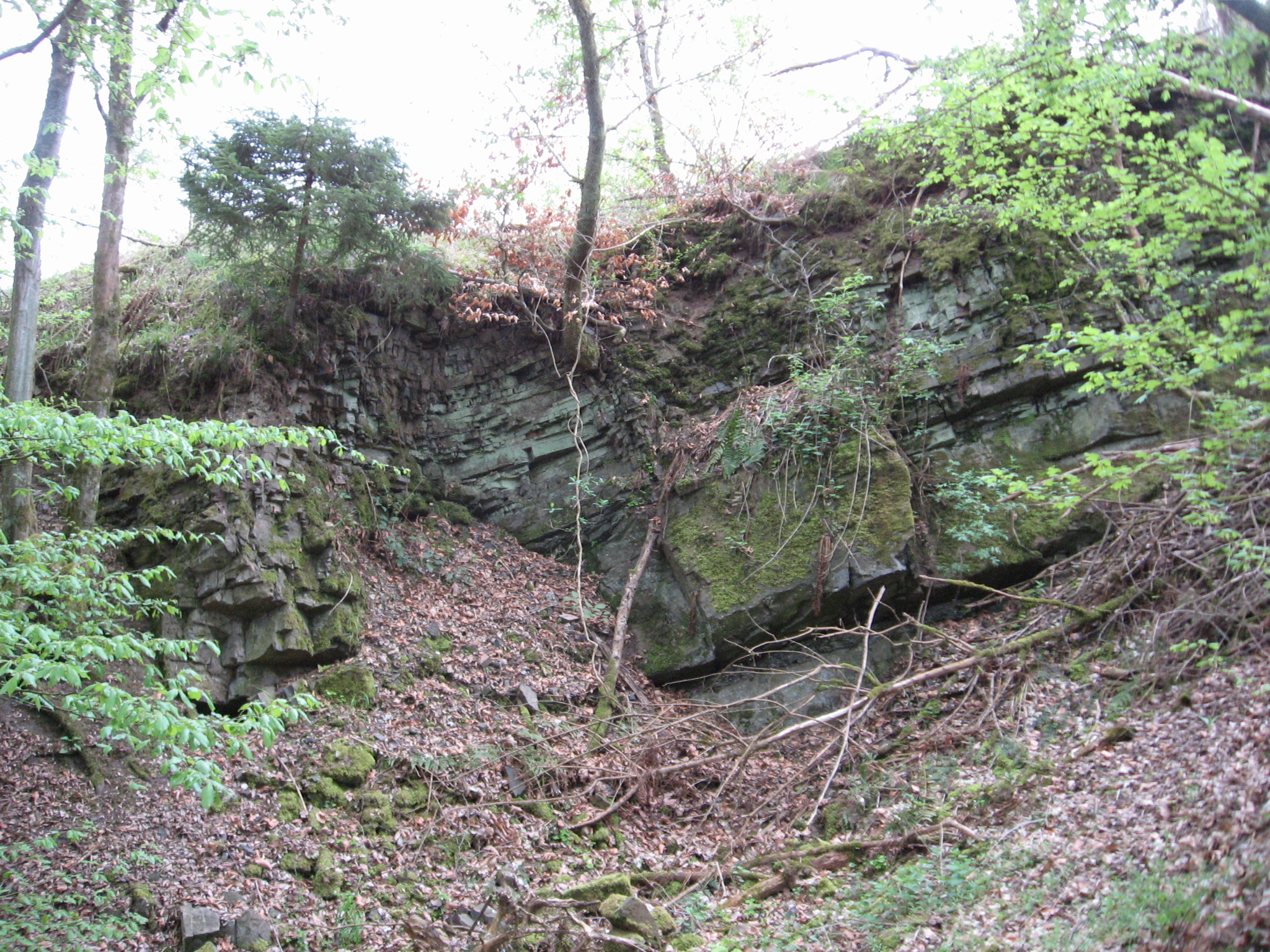
Teilansicht des Naturdenkmals 2014

Das Naturdenkmal Höveler Knapp mit einer Größe von 0,45 ha liegt südlich Hövel im Stadtgebiet von Sundern (Sauerland). Das Gebiet wurde 1993 mit dem Landschaftsplan Sundern durch den Hochsauerlandkreis als Naturdenkmal (ND) ausgewiesen. Beim ND Höveler Knapp handelt es sich um einen ehemaligen Steinbruch.

## Objektbeschreibung
Der Steinbruch ist umgeben von Wald und liegt am Berg Höveler Knapp. Die Steinbruchwand besteht aus Kulmplattenkalk aus dem Unterkarbon. Im unteren Wandbereich sind schwarze Lydite sichtbar. In der Felswand sind einzelne Mineralisationen von Quarz, Baryt und Kupfer zu sehen. Das ND wird häufig von Hobby-Geologen aufgesucht. 2014 war der Steinbruch mit Bäumen größtenteils zugewachsen.